# Наука (стадіон)
Стадіон «Наука» імені Романа Микитюка — багатофункціональний стадіон у місті Івано-Франківську. Вміщує 7820 глядачів, 250 місць обладнані індивідуальними пластиковими кріслами. З 1990-х років стадіон перебуває у власності Прикарпатського національного університету імені Василя Стефаника.
На стадіоні розміщена адміністративна будівля з роздягальнею, санвузлом, кімнатою для суддівства.

## Історія
Спорудження стадіону розпочалося в 1912 році і за два роки успішно завершилося. Урочисте відкриття відбулося 28 червня 1914 році. Новозведена спортивна арена отримала назву «Сокіл» — на честь однойменного польського гімнастичного товариства, у власності станиславівського відділення якого й перебувала чверть століття.  
Після радянської анексії західноукраїнських земель вже з 1940 року стадіон став відомчою спортивною спорудою місцевого ДСТ «Динамо», що відбилося й на зміні назви. Тут свої матчі в республіканських та регіональних турнірах якийсь час проводило станіславське «Динамо». Пізніше спортарена перейшла на баланс заводу «Промприлад» та була перейменована на «Електрон». Відповідно на ній аж до початку 1990-х виступав однойменний заводський аматорський клуб.  
Протягом 1989-1996 років стадіон був домашньою ареною для івано-франківського  ФК «Прикарпаття», зокрема й в футбольних змаганнях української вищої ліги. На початку 2000-х тут кілька років приймав своїх суперників у чемпіонаті та кубку України інший професійний клуб Івано-Франківщини «Чорногора». 
У 1990-х роках об'єкт був переданий у власність Прикарпатського національного університету імені Василя Стефаника та отримав свою теперішню назву — стадіон «Наука» імені Романа Микитюка (на честь колишнього генерального директора ВО «Промприлад»). 
Нині стадіон є спортивною базою Прикарпатського національного університету імені Василя Стефаника.